# Mittelrode

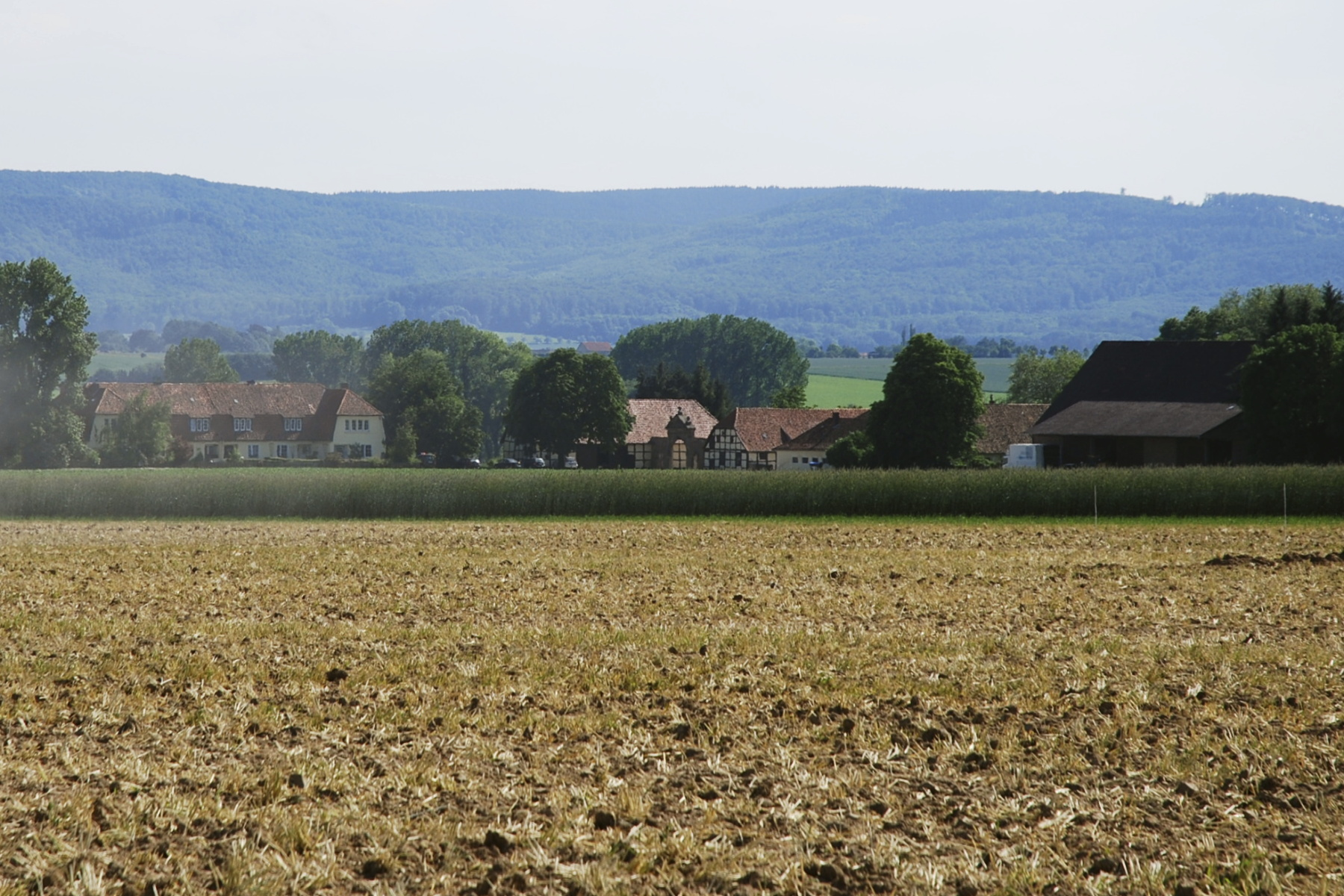
Gut Bockerode, im Hintergrund der Osterwald

Mittelrode ist ein Ortsteil der niedersächsischen Stadt Springe und hat 286 Einwohner (Stand am 1. Januar 2025). Das hinter dem Bockeroder Wald gelegene Rittergut Bockerode wird ebenfalls zu Mittelrode gezählt.

## Geschichte
Der Ort wurde erstmals im 13. Jahrhundert erwähnt. Der heutige Name erschien nach dem Dreißigjährigen Krieg. Am 1. März 1974 wurde Mittelrode in die Stadt Springe eingegliedert.

## Politik
Mittelrode hat einen gemeinsamen Ortsrat mit Eldagsen.
Ortsbürgermeister ist Karl-Heinrich Rolf (CDU).
Ortsratsmitglied für Mittelrode ist Carsten Mensing (CDU).

## Kultur und Sehenswürdigkeiten
Mittelrode ist inzwischen zu einer kleinen Reiterhochburg geworden. Im Ort gibt es relativ zur Einwohnerzahl die zweitmeisten Pferde im Springer Raum.

## Wirtschaft und Infrastruktur
Per Bahn ist der Ort mit der S5 (Hannover-Hameln) zu erreichen, der nächstgelegene Haltepunkt ist der Bahnhof Völksen-Eldagsen.
Eine Busverbindung bindet den Ort an die Nachbargemeinden an. In der Regel fahren tagsüber stündlich Busse nach Gestorf und Völksen.